# 무안 남안리 태봉 고분군
무안 남안리 태봉 고분군(務安 南安里 台峰 古墳群)은 대한민국 전라남도 무안군 청계면 남안리에 있는 고분군이다. 2001년 9월 27일 전라남도의 기념물 제188호로 지정되었다.

## 개요
태봉은 마협봉의 한 줄기가 남쪽으로 내려 오다가 서쪽으로 흘러 내린 산의 끝자락에 위치하는데 고분은 마을의 북쪽에 위치한 구릉성 산지의 작은 봉우리에 있다. 고분이 있는 구릉성 산지는 마협봉에서 내려오는 산줄기가 양쪽으로 감싸고 있는데 해발 60.3m를 이루는 구릉성 산지에서 서쪽으로 내려오면서 좁아 들다가 다시 해발 40m 부근에서 작은 봉우리를 형성하는데 고분은 그 가운데 위치하고 있으며 달성 배씨의 제각 뒤에 해당한다.
낮은 구릉성 산지의 정상에 5기의 고분이 모여 있다. 가운데 큰 고분이 위치하고 동남쪽에 3기가 일렬로 나란하게 있으며 북서쪽에 1기가 자리하고 있다. 마을 주민들이 말무덤이라 부르는 이 고분들은 모두 도굴이 된 상태이지만 그 형태는 비교적 잘 남아 있다.
가운데에 자리하고 있는 1호분은 규모가 큰 대형고분으로 동그란 원형을 하고 있다. 맨 윗부분에 도굴을 했던 자리로 생각되는 부분이 있고 동남쪽과 서북쪽에 주구의 흔적이 있다. 2호분은 1호분의 남동쪽에 있는 3기의 고분 중 북쪽에 있는 것이고 3호분은 가운데에 위치한 것이며 남쪽에 있는 것이 4호분으로 모두 평면형태는 원형이다. 1호분의 북서쪽에 있는 것이 5호분으로 이 역시 원형을 하고 있다.

## 참고 자료
- 무안남안리태봉고분군 - 국가유산청 국가유산포털